# Lac Sălaș
Le lac Sălaș est un lac de Moldavie. Avec une superficie de 3,65 km2, il est le troisième plus grand lac naturel du pays, après le lac Manta et le lac Beleu.

## Géographie
Le lac Sălaș est situé dans la basse vallée du Bîc, peu avant sa confluence avec le Dniestr, et à proximité de la localité de Gura Bîcului, dans le raion d'Anenii Noi.